# Pietrasecca
Pietrasecca è una frazione di Carsoli (AQ) in Abruzzo di circa 270 abitanti. Nel suo territorio si trova la riserva naturale speciale delle Grotte di Pietrasecca.

## Geografia fisica

### Territorio

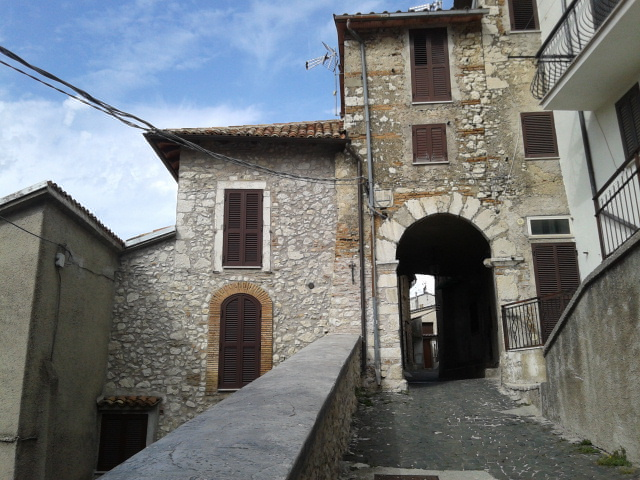
Scorcio fotografico del borgo antico

L'abitato del centro storico, situato a 908 m s.l.m. presenta case costruite per difesa a picco su uno sperone roccioso, denominato Vena Cionca posto sopra la località di valle Marino. Un notevole sviluppo abitativo si ebbe dopo il 1860 e portò le costruzioni fino alla piazza delle Canapine con un'estensione che include parte di monte Dritto. Il paese si è poi espanso verso est con la costruzione di alcuni palazzi delle case popolari.
Nuove costruzioni sono sorte in località Ara delle Pietre (in dialetto locale "ar'elleprete") mentre il centro storico è poco abitato, se si esclude il periodo estivo quando si ripopola con gli abitanti emigrati soprattutto nella Capitale che tornano in villeggiatura. Suggestiva è la visione del paese vecchio arroccato a mo' di presepe dalla sottostante autostrada A24 Roma-Teramo. Tra Pietrasecca e il comune confinante di Sante Marie si estendono due riserve naturali, la riserva naturale speciale delle Grotte di Pietrasecca e la riserva naturale regionale Grotte di Luppa.
Il paese si caratterizza per la presenza di alcune falesie sullo sperone roccioso della Vena Cionca. Dista circa 5,5 chilometri dal capoluogo comunale.

### Clima
Stazioni meteorologiche sono situate sulla via quater Tiburtina Valeria e sulla strada che collega il paese con la frazione carseolana di Tufo. La zona in questione è relativamente mite, in confronto alle altre località abruzzesi a pari quota. Trovandosi su uno sperone roccioso, il paese, in particolar modo il centro storico, è particolarmente esposto al vento e non è soggetto a inversione termica, cosa che avviene invece nei prati sottostanti al paese. Durante l'anno la pioggia cade ben distribuita (1300 mm circa), specialmente in autunno, grazie soprattutto alle perturbazioni atlantiche. In estate piove frequentemente, in particolar modo per via dei ripetuti temporali convettivi, che fanno piombare le temperature anche sui 10°/15 °C. Sono frequenti anche le gelate precoci o tardive, come ad esempio a fine ottobre o inizio maggio. La neve cade ogni inverno ma, nonostante l'altezza del luogo, gli accumuli non sono quasi mai elevati.

## Storia

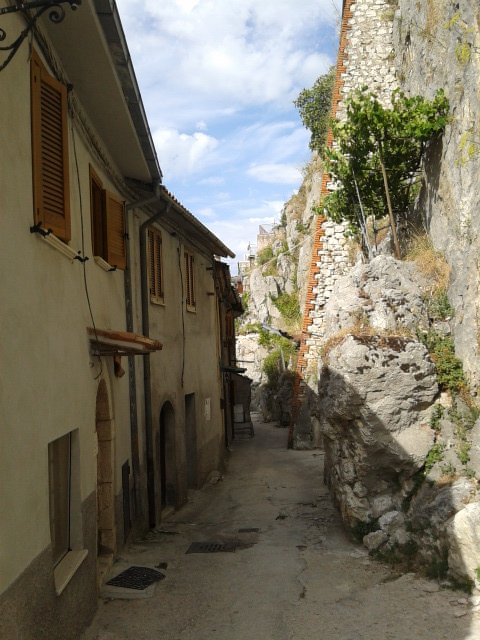
Rocce nella parte più alta del paese

Nel luogo si trovava con ogni probabilità un centro fortificato degli Equi, mentre la presenza romana è testimoniata da frammenti ceramici e da un'iscrizione funeraria.
Secondo la tradizione locale la fondazione dell'attuale abitato si deve al Re Pipino che non distante dall'abitato contemporaneo avrebbe fondato il castello di Luppa dove sarebbe morto nell'810 per essere sepolto in località Fosso Feca. Pietrasecca venne espugnata, insieme a Saracinesco, dai saraceni in ritirata sulla via Valeria e successivamente riconquistata dalle truppe papali. Si apprezzano ancora i resti delle opere fortilizie erette nei secoli sia con tecniche occidentali che orientali. La struttura della cittadella interna presenta una poderosa muraglia di cui, dopo i terremoti occorsi nei secoli, si conservano le tracce che sono ben visibili. L'imponente rocca originaria è osservabile soprattutto dal lato nord-ovest, in prossimità dell'odierno cimitero.
Da questa angolazione si può infatti osservare la maggior parte delle opere fortilizie superstiti. La località fu fortificata fin da epoca remota, già prima della dominanza equa, per la sua posizione strategica. Posizione che conservò in epoca romana sulla direttrice della via consolare Valeria e rafforzò in epoca medioevale per essere al confine tra i ducati longobardi di Spoleto e quelli di Benevento. I resti del castello hanno caratteristiche costruttive simili a quelle di altre strutture difensive del territorio della Marsica e della confinante Sabina, costruite tra la fine del X e gli inizi dell'XI secolo, ma recano in sé anche opere murarie arabe oltre che occidentali medievali.
Il toponimo "Petram Siccam" è citato per la prima volta in un documento del 1074. Nel XV secolo passò dal dominio degli Orsini, conti di Tagliacozzo, alla baronia di Collalto Sabino e alla fine dello stesso secolo ai signori Savelli. Nel 1655 è documentata l'autonomia amministrativa con la presenza dell'universitas di Pietrasecca. Uno spaccato dell'economia e della vita sociale dell'epoca è documentata nel Catasto del 1749, mentre gli ultimi feudatari furono i Coletti, nobile famiglia abruzzese, già signori di Poggio Cinolfo, Tufo e Val de' Varri prima dell'eversione feudale.
L'8 dicembre del 1860, a circa due chilometri dal paese, avvenne in località Casale Mastroddi nei pressi di Castelvecchio di Sante Marie la cattura del generale legittimista spagnolo José Borjes venuto in Italia per riconquistare il perduto regno borbonico di Francesco II, sperando in un'alleanza con il brigante lucano Carmine Crocco. Deluso dal comportamento delle bande brigantesche meridionali finanziate dallo stesso re, stava andando a Roma per dissuaderlo dal continuare a spendere inutilmente il suo denaro. Ad 8 chilometri dal confine pontificio fu catturato e fucilato lo stesso giorno a Tagliacozzo, senza alcun processo, dai bersaglieri del regno al comando del maggiore Enrico Franchini.
A causa del terremoto di Avezzano del 1915 crollò la chiesa di Santo Stefano, ricostruita in seguito più in basso all'ingresso del paese. Agli inizi del XX secolo il paese superava i 1 000 abitanti. Lo spopolamento è stato determinato da scarse possibilità di occupazione nel posto e dalla conseguente emigrazione soprattutto nella vicina Roma.
Nel 1984 è stata scoperta la meravigliosa Grotta grande del Cervo che, unitamente alla già conosciuta grotta dell'Ovito, ha determinato la rivitalizzazione del centro e la valorizzazione turistica del territorio. Ciò è avvenuto soprattutto attraverso l'istituzione nel 1992 da parte dell'ente Regione Abruzzo della riserva naturale speciale delle Grotte di Pietrasecca.
In occasione della scoperta della Grotta del Cervo nell'aprile del 1984 furono ritrovate dal CAI di Roma anche 18 monete di epoca romana.

## Monumenti e luoghi d'interesse

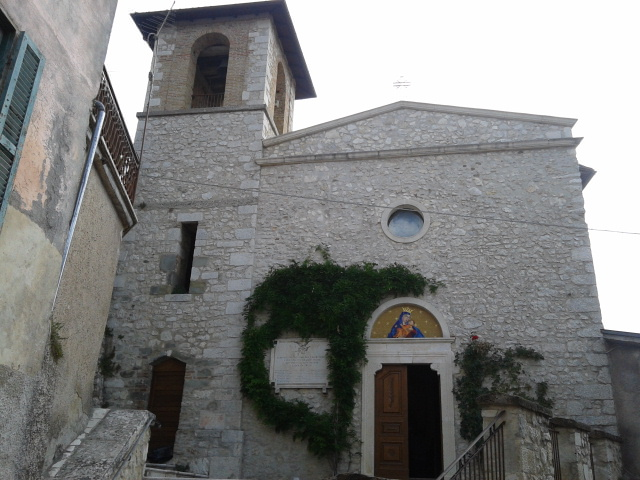
Chiesa della Madonna delle Grazie

### Architetture religiose
- Chiesa parrocchiale di Santa Maria delle Grazie, l'antica chiesa di Santa Maria è citata a partire dal 1188. Si conserva nell'abside un affresco denominato Incoronazione della Vergine, riscoperto e restaurato negli anni Duemila. L'affresco è datato tra la fine del XV secolo e gli inizi del XVI. La chiesa è decorata anche da una serie di dipinti con soggetti legati all'ordine francescano, secondo quanto ha individuato la studiosa Michela Ramadori[10]. Si tratta delle tele raffiguranti la Madonna del Suffragio delle Anime del Purgatorio, San Rocco, la Madonna del Rosario, il Transito di San Giuseppe e San Francesco in adorazione del Bambino con Santo Stefano[10].
- Chiesa di Santo Stefano, è situata nella parte bassa del paese[11].

### Aree naturali

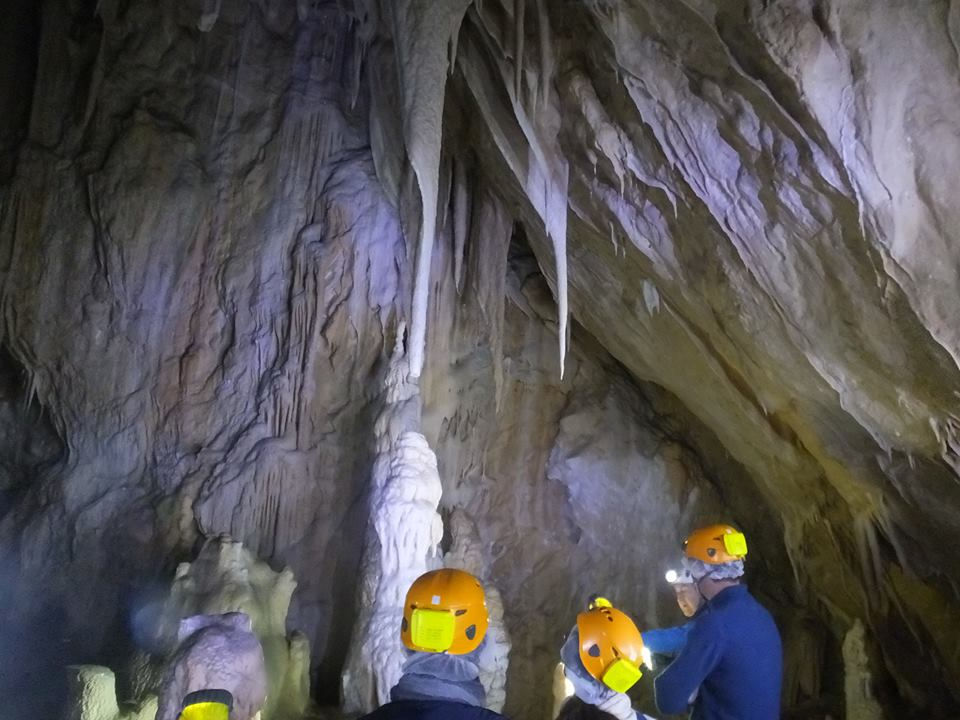
Interno della grotta del Cervo

Riserva naturale speciale delle Grotte di PietraseccaNon distante dall'abitato si trova la riserva naturale delle Grotte di Pietrasecca, dal 1992 riserva naturale regionale, gestita dal comune di Carsoli. In una superficie di 110 ettari è situata in un'area dei monti Carseolani. Le grotte, inserite tra i siti di interesse comunitario dell'Abruzzo, si sono formate a causa dei fenomeni carsici. L'Inghiottitoio dell'Ovito con il percorso sotterraneo del torrente che forma laghetti, rapide, cascate e un ampio lago sotterraneo risorgendo sotto l'area rocciosa della Vena Cionca tramite la risorgenza di Valle Impuni. La Grotta del Cervo, riscoperta nel 1984. Sono state rinvenute ossa di animali, tra cui le corna calcificate di un cervo, da cui la grotta ha preso il nome e 18 monete del IV e V secolo d.C. e del XV secolo. Le monete romane depositate in piccole vaschette calcaree naturali possono rappresentare offerte votive ad una divinità in un'epoca in cui la grotta doveva essere più facilmente accessibile e quando, probabilmente, le stesse monete non avevano più valore legale. In seguito, forse a causa di alluvioni o in occasione di un terremoto nel 1456 l'apertura verosimilmente si ostruì per tornare praticabile nel 1984 a seguito di studi e ricerche sul posto da parte del club alpino italiano di Roma e del gruppo speleologico romano.
- Monti Carseolani.
- Grotta di Sant'Angelo, lungo il sentiero che conduce a Colli di Monte Bove.

## Società

### Tradizioni e folclore

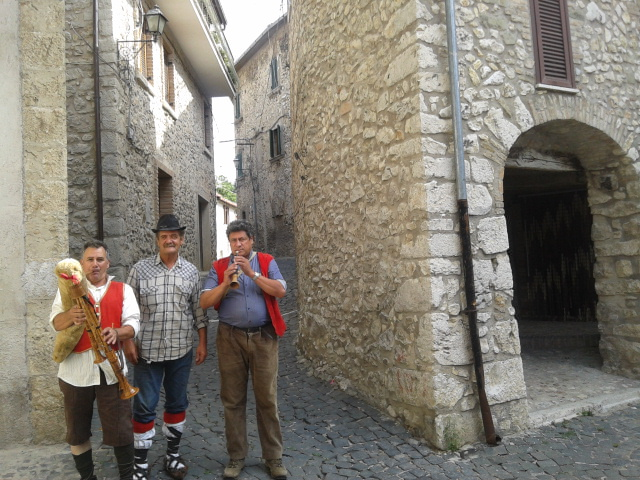
Zampognari a Pietrasecca

Le celebrazioni civili e religiose in onore dei compatroni Madonna delle Grazie e santo Stefano si svolgono nel primo fine settimana di settembre.

## Cultura

### Media
- Periodico Foglio di Lumen[14].

### Letteratura
Il paese di Pietrasecca è citato nel romanzo Vino e pane di Ignazio Silone insieme ai paesi marsicani immaginari di Acquafredda, Fossa dei Marsi e Rocca dei Marsi.

### Televisione

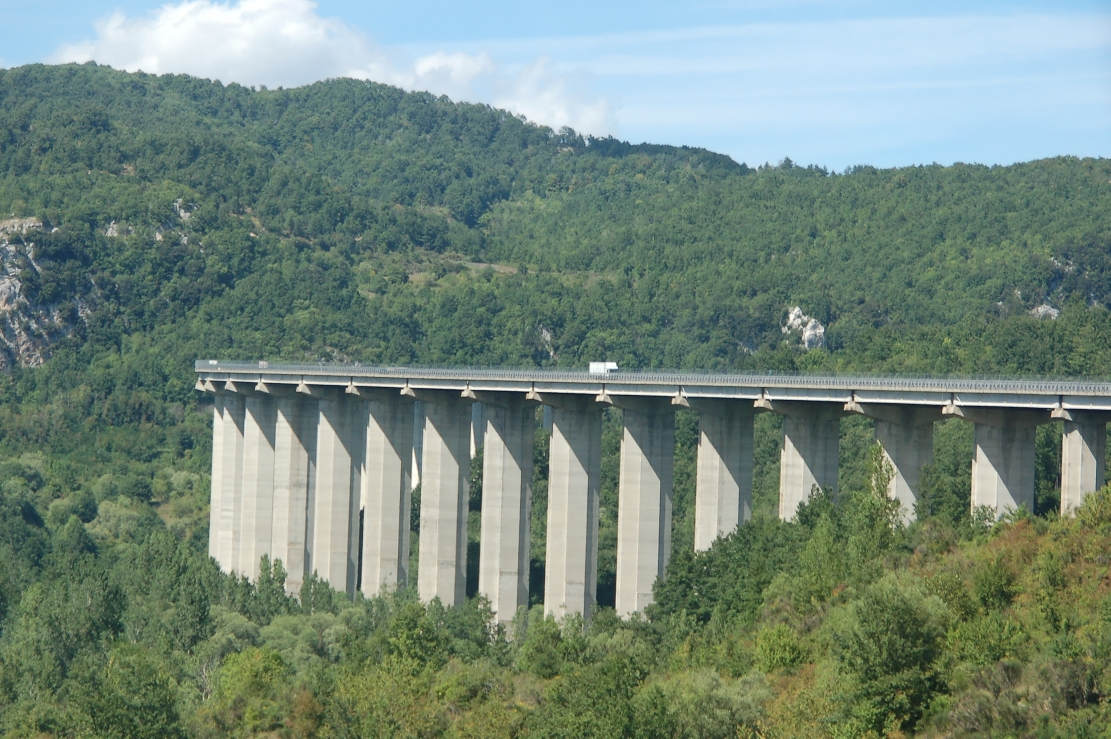
Viadotto di Pietrasecca sulla A24

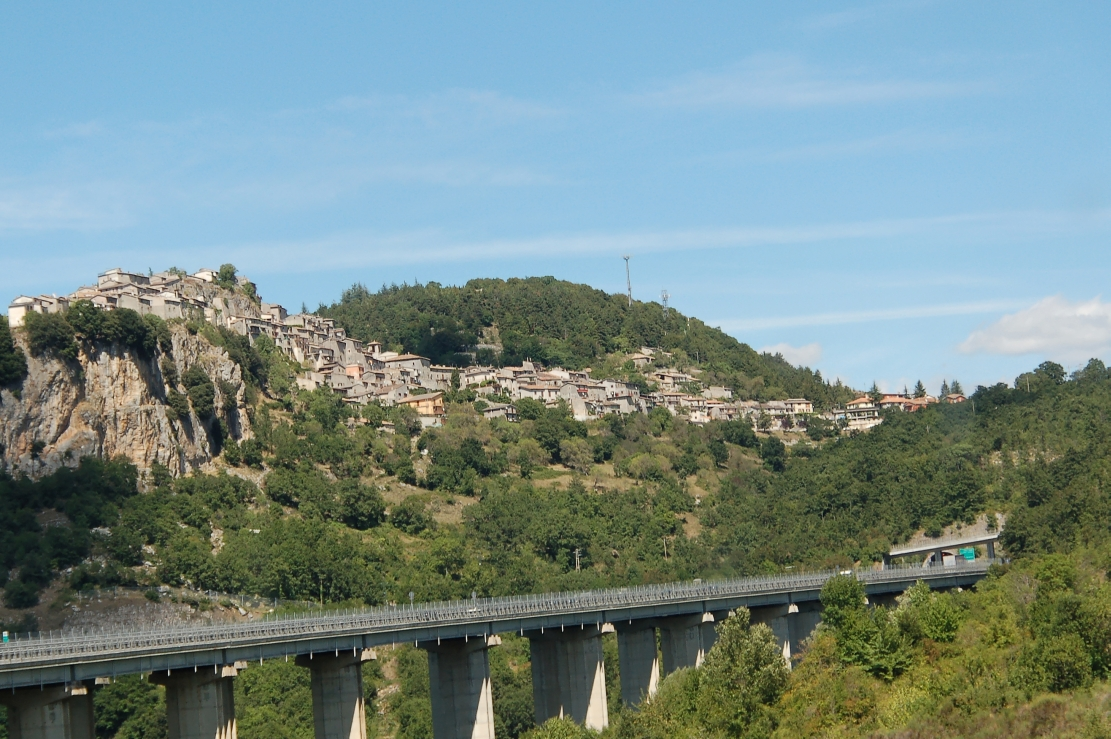
Viadotto di Pietrasecca

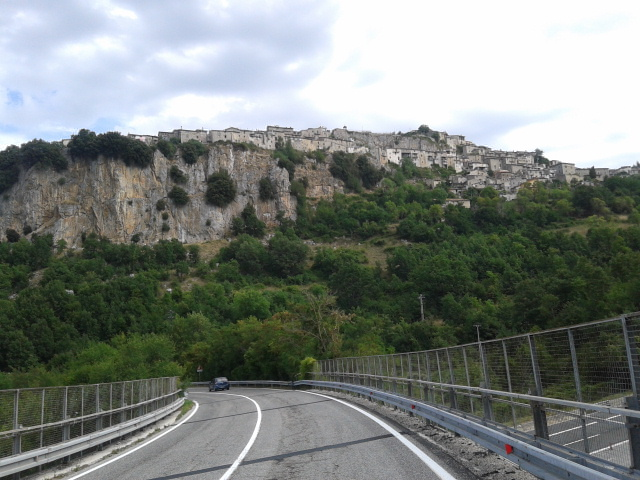
La porzione destra della falesia di Pietrasecca sotto il paese

Dal paese prende il nome un viadotto dell'autostrada A24, tra le uscite di Carsoli e Tagliacozzo. Il passante è stato spesso al centro delle cronache televisive a causa di vari suicidi che vi si sono verificati. In particolare fu teatro nel dicembre del 1995 di un fatto di cronaca che fece molto scalpore: il suicidio di una madre e dei suoi tre figli adulti che si gettarono dal ponte. Il lungo viadotto nel 2005 è stato dotato di un'alta rete di protezione ed episodi simili, almeno in modo così clamoroso, non si sono più ripetuti.
Il regista Riccardo Milani nel 2002 girò alcune scene della miniserie televisiva Il sequestro Soffiantini tra i boschi di Pietrasecca e lungo la A24 tra Carsoli e Tagliacozzo.

### Cinema
A Pietrasecca sono state realizzate alcune scene del film Non si sevizia un paperino di Lucio Fulci (1972). L'autostrada mostrata nella pellicola è la A24 Roma-Teramo e il viadotto che appare è proprio quello di Pietrasecca, così come del paese è il cimitero, detto "cimitero vecchio", dove avviene la famosa scena del linciaggio della maciara, interpretata da Florinda Bolkan.

## Infrastrutture e trasporti

### Autostrade
Il paese è raggiungibile da Roma attraverso l'autostrada A24 dall'uscita di Tagliacozzo, accessibile in uscita solo in direzione Teramo e in ingresso solo in direzione Roma, e dall'uscita di Carsoli-Oricola percorrendo un tratto della "Variante" della via Tiburtina Valeria.

### Strade
La strada statale 5 quater Via Tiburtina Valeria, o "Variante" della via Tiburtina Valeria, collega Pietrasecca con Carsoli, Tagliacozzo ed Avezzano. La strada provinciale numero 25 raggiunge Tufo e la numero 26 Pescorocchiano e la val de' Varri.

## Sport

### Arrampicata
Pietrasecca è un sito di arrampicata sportiva del Centro Italia. I primi itinerari, di stampo alpinistico, furono chiodati da alpinisti di Tivoli tra la fine degli anni sessanta e l'inizio degli anni settanta, successivamente, circa 10-15 anni dopo, con l'avvento dell'arrampicata sportiva, Pietrasecca venne chiodata in modo sistematico e gli itinerari diventarono di stampo prettamente sportivo.
I settori sui quali si arrampica sono due: la Vena Cionca, la falesia più grande posta sotto il paese e la Vena Viva, area più piccola situata a circa un chilometro di distanza dalla prima, lungo la strada Variante della via Tiburtina Valeria in direzione di Carsoli.